# George Bryant
George Philip Bryant (Melrose, 22 de febrero de 1878-Marshfield, 18 de abril de 1938) fue un deportista estadounidense que compitió en tiro con arco, en la modalidad de arco recurvo. Fue hermano del también arquero Wallace Bryant.
Participó en los Juegos Olímpicos de San Luis 1904, obteniendo tres medallas, dos de oro y una de bronce.

## Palmarés internacional
| Juegos Olímpicos | Juegos Olímpicos          | Juegos Olímpicos  | Juegos Olímpicos      |
| Año              | Lugar                     | Medalla           | Prueba                |
| ---------------- | ------------------------- | ----------------- | --------------------- |
| 1904             | San Luis (Estados Unidos) | Medalla de oro    | Doble ronda americana |
| 1904             | San Luis (Estados Unidos) | Medalla de oro    | Doble ronda York      |
| 1904             | San Luis (Estados Unidos) | Medalla de bronce | Equipo                |